# Гожелін
Гожелін (пол. Gorzelin, нім. Fauljoppe) — село в Польщі, у гміні Любін Любінського повіту Нижньосілезького воєводства.
Населення — 161 особа (2011).
У 1975-1998 роках село належало до Легницького воєводства.

## Демографія
Демографічна структура станом на 31 березня 2011 року:
|          | Загалом | Допрацездатний вік | Працездатний вік | Постпрацездатний вік |
| -------- | ------- | ------------------ | ---------------- | -------------------- |
| Чоловіки | 81      | 19                 | 51               | 11                   |
| Жінки    | 80      | 20                 | 36               | 24                   |
| Разом    | 161     | 39                 | 87               | 35                   |